# Apostoł V

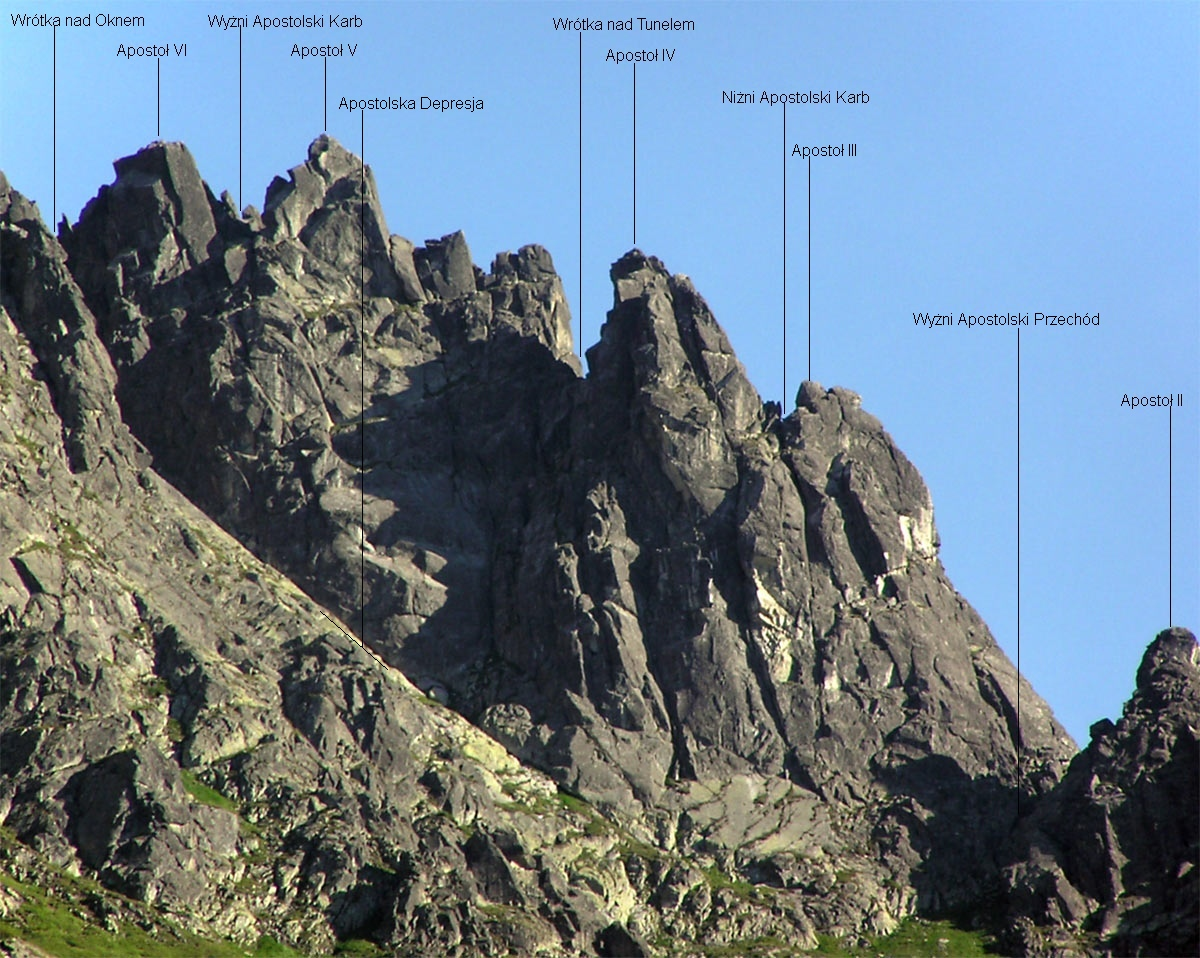
Grań Apostołów

Apostoł V (niem. Apostel V, słow. Apoštol V, węg. Ötödik-Apostol, ok. 2015 m) – turnia w Grani Apostołów w polskiej części Tatr Wysokich. Jest jedną z siedmiu turni tej grani, trzecią w kolejności od wschodu na zachód. Od położonego wyżej Apostoła VI oddzielona jest Wyżnim Apostolskim Karbem (ok. 1995 m), od położonego niżej Apostoła IV dwoma wybitnymi zębami skalnymi i przełączką Wrótka nad Tunelem (ok. 1950 m). Lewa (patrząc od dołu) ściana Apostoła V opada do Apostolskiej Depresji, prawa do Marusarzowego Żlebu.
Apostoł V zbudowany jest z litej skały i jest jedną z najtrudniej dostępnych turni tatrzańskich. Najłatwiejsze wejście prowadzi z Wyżniego Apostolskiego Karbu (V, A0 w skali tatrzańskiej). Pierwsze wejście: Jazon Blum, Halina Ptakowska i Zdzisław Dąbrowski 31 sierpnia 1937 r. Wejście pionowym 12-metrowym kominkiem, którego dolną część pokonuje się żywą drabiną. 3-metrowej wysokości ściankę nad kominkiem pokonuje się skośną rysą. Obecnie jednak rejon ten znajduje się w zamkniętym dla turystów i taterników obszarze ochrony ścisłej Tatrzańskiego Parku Narodowego i TANAP-u. Na zachodnich (polskich) zboczach Żabiej Grani taternictwo można uprawiać na południe od Białczańskiej Przełęczy.